# Neurochorema pilosum
Neurochorema pilosum är en nattsländeart som beskrevs av Mcfarlane 1964. Neurochorema pilosum ingår i släktet Neurochorema och familjen Hydrobiosidae. Inga underarter finns listade i Catalogue of Life.